# Vărăncău (Rîbnița)
Vărăncău (in russo Воронково)  è un comune della Moldavia controllato dalla autoproclamata repubblica di Transnistria. È compreso nel distretto di Rîbnița e dista 15 km dal capoluogo.
Nel periodo in cui apparteneva all'Unione Sovietica era sede di una base aerea militare, trasformata successivamente in fattoria 

## Località
Il comune è formato dall'insieme delle seguenti località:
- Vărăncău (Воронково)
- Buschi (Буськи)
- Gherșunovca (Гершуновка)